# 50 kilometer gång för herrar i friidrott vid olympiska sommarspelen 1996
50 kilometer gång för herrar vid olympiska sommarspelen 1996 i Atlanta avgjordes 2 augusti.

## Medaljörer
| Gren              | Guld                        | Guld    | Silver                         | Silver  | Brons                     | Brons   |
| 50 kilometer gång | Robert Korzeniowski · Polen | 3:43.30 | Michail Sjtjennikov · Ryssland | 3:43.36 | Valentí Massana · Spanien | 3:44.19 |

## Resultat
| Placering | Final                        | Tid     |
| --------- | ---------------------------- | ------- |
|           | Robert Korzeniowski (POL)    | 3:43.30 |
|           | Michail Sjtjennikov (RUS)    | 3:43.46 |
|           | Valentí Massana (ESP)        | 3:44.19 |
| 4.        | Arturo Di Mezza (ITA)        | 3:44.52 |
| 5.        | Viktar Ginko (BLR)           | 3:45.27 |
| 6.        | Ignacio Zamudio (MEX)        | 3:46.07 |
| 7.        | Valentin Kononen (FIN)       | 3:47.40 |
| 8.        | Sergej Korepanov (KAZ)       | 3:48.42 |
| 9.        | Daniel García (MEX)          | 3:50.05 |
| 10.       | Tim Berrett (CAN)            | 3:51.28 |
| 11.       | Aleksandar Raković (YUG)     | 3:51.31 |
| 12.       | Axel Noack (GER)             | 3:51.55 |
| 13.       | Giovanni Perricelli (ITA)    | 3:52.31 |
| 14.       | Zhang Huiqiang (CHN)         | 3:53.10 |
| 15.       | Thomas Wallstab (GER)        | 3:54.48 |
| 16.       | Héctor Moreno (COL)          | 3:54.57 |
| 17.       | Julio César Urías (GUA)      | 3:56.27 |
| 18.       | Germán Sánchez (MEX)         | 3:57.47 |
| 19.       | René Piller (FRA)            | 3:58.00 |
| 20.       | Roman Mrazek (SVK)           | 3:58.20 |
| 21.       | Štefan Malík (SVK)           | 3:58.40 |
| 22.       | Jaime Barroso (ESP)          | 4:01.09 |
| 23.       | Modris Liepiņš (LAT)         | 4:01.12 |
| 24.       | Allen James (USA)            | 4:01.18 |
| 25.       | Nikolaj Matjuchin (RUS)      | 4:01.49 |
| 26.       | Andrzej Chylinski (USA)      | 4:03.13 |
| 27.       | Miloš Holuša (CZE)           | 4:03.16 |
| 28.       | Martial Fesselier (FRA)      | 4'04.42 |
| 29.       | Tadahiro Kosaka (JPN)        | 4:05.57 |
| 30.       | Antero Lindman (FIN)         | 4:07.58 |
| 31.       | Pascal Charrière (SUI)       | 4:10.20 |
| 32.       | Peter Tichý (SVK)            | 4:10.55 |
| 33.       | Craig Barrett (NZL)          | 4:15.15 |
| 34.       | Chris Maddocks (GBR)         | 4:18.41 |
| 35.       | Daugvinas Zujus (LTU)        | 4:23.35 |
| 36.       | José Magalhaes (POR)         | 4:27.37 |
| —         | Jesús Ángel García (ESP)     | DNF     |
| —         | Duane Cousins (AUS)          | DNF     |
| —         | Giovanni De Benedictis (ITA) | DNF     |
| —         | Jaŭhen Misiulja (BLR)        | DNF     |
| —         | Jani Lehtinen (FIN)          | DNF     |
| —         | Vitalij Popovytj (UKR)       | DNF     |
| —         | Andrej Plotnikov (RUS)       | DNF     |
| —         | Ronald Weigel (GER)          | DNF     |
| —         | Hubert Sonnek (CZE)          | DNF     |
| —         | Thierry Toutain (FRA)        | DSQ     |
| —         | Simon Baker (AUS)            | DSQ     |
| —         | Hugo López (GUA)             | DSQ     |
| —         | Mao Xinyuan (CHN)            | DSQ     |
| —         | Zhao Yongsheng (CHN)         | DSQ     |
| —         | Herman Nelson (USA)          | DSQ     |
| —         | Fedosei Ciumacenco (MDA)     | DNS     |